# Phyllonorycter trifoliella
Phyllonorycter trifoliella là một loài bướm đêm thuộc họ Gracillariidae. Nó được tìm thấy ở Estonia, Georgia, Latvia, Litva và the Krasnodar Region of Nga.
Ấu trùng ăn Lathyrus roseus và Trifolium species. Chúng cuộn lá làm tổ.